# Lisa Eilbacher
Lisa Marie Eilbacher, född 5 maj 1956 i Zahran, Saudiarabien, är en amerikansk före detta skådespelerska.
Hon föddes i Saudiarabien där hennes far var direktör för ett oljebolag. Hon växte till en början upp i Frankrike. När Eilbacher var sju år gammal flyttade familjen till Beverly Hills, där den fransktalande flickan upptäcktes av en talangscout när hon promenerade med sin mamma.

## Filmografi

### Filmer
- 1972 - Ungkarlsdrömmen - Caroline
- 1982 - En officer och gentleman - Casey Seeger
- 1983 - 10 to Midnight - Laurie Kessler
- 1984 - Snuten i Hollywood - Jeannette "Jenny" Summers
- 1989 - Leviathan - havets hämnare - Bridget Bowman
- 1991 - Blind Man's Bluff - Carolyn
- 1992 - Blind terror - Terry O'Neill
- 1992 - Sister Act - Vince LaRoccas girlfriend
- 1992 - Dödliga löften - Nina Sloane
- 1995 - En smutsig historia - Janet Van Degen
- 1995 - Dazzle - Fernanda Kilkullen

### TV-serier
- 1972 - Bröderna Cartwright - Eloise, 1 avsnitt
- 1976 - San Francisco - Gail Dobbs, 1 avsnitt
- 1978 - Bilstaden - Jody Horton, 1 avsnitt
- 1978 - Hawaii Five-O - Elaine Sebastian, 1 avsnitt
- 1983 - Krigets vindar - Madeline Henry, samtliga 7 avsnitt
- 1990-1991 - En röst i natten - Nicky Molloy, 19 avsnitt